# Grosvenoria
Grosvenoria, rod glavočika iz podtribusa Critoniinae, dio tribusa Eupatorieae.

## Opis
Rod Grosvenoria uključuje 6 drvenastih vrsta koje se javljaju u sjevernoj regiji Anda od Ekvadora do Perua (Robinson 2006). Rod se razlikuje po svojim gusto žljezdanim cipselama u kombinaciji s trakastim dodacima i papusom brojnih čekinja s proširenim i spljoštenim bazama.

## Vrste
1. Grosvenoria campii R.M.King & H.Rob.
2. Grosvenoria coelocaulis (B.L.Rob.) R.M.King & H.Rob.
3. Grosvenoria hypargyra (B.L.Rob.) R.M.King & H.Rob.
4. Grosvenoria lopezii H.Rob.
5. Grosvenoria rimbachii (B.L.Rob.) R.M.King & H.Rob.
6. Grosvenoria zamorensis H.Rob.